# 後鼻神経切断術
後鼻神経切断術（こうびしんけいせつだんじゅつ）とは、鼻漏などの鼻アレルギー症状の改善を目的に行われる手術。

## 手術
後鼻神経とは鼻の奥の蝶口蓋孔と呼ばれる骨の穴から鼻腔に入ってくる神経で分泌神経と知覚神経を含んでおり、鼻水の8割、くしゃみの3～5割はこの神経が関与していると言われている。アレルギー性鼻炎や温度変化に反応する鼻過敏症などではこの神経が過敏に反応してくしゃみ、鼻汁の症状をひきおこすことは以前から知られており、この神経を人並みに鈍感にすることによって鼻の症状が改善される事もわかっていた。内視鏡が普及する以前は歯茎を切って副鼻腔の裏でこの神経を切断する手術が一時期流行したが、手術のダメージが大きく、両側では数週間の入院を要することや涙を出す神経まで切断するためにドライアイが必発のことが問題となり徐々にすたれてきた。
2000年にこれらの諸問題を解決する手術方法として蝶口蓋孔から鼻腔に入った直後で超音波凝固装置を用いて後鼻神経を切断する術式が開発され、レーザー手術などが無効の重症のアレルギー性鼻炎患者にこの手術を行ったところ、9割が良好な結果を得た。また、3年以上の術後経過でも8～9割の患者で効果が持続している。これらのことからこの術式はアレルギー性鼻炎に対する最終的な手術方法として認識されており、現在では全国の大学病院など1週間～10日の入院手術として行われつつある。

## 根治性
神経は切ったままにしておくと、再び新しい神経が伸びていき、鼻炎が再発することになるので、鼻腔内の軟骨でふたをするような処置をする。これによって術後の再発のリスクが大幅に低下し、根治性を求めることができる。鼻中隔矯正術及び粘膜下下甲介骨切除術を同時に行うことにより、多くの患者が薬物を使わずに日常生活を送ることができるようになっている。花粉症のような季節性のアレルギー性鼻炎はともかく、ハウスダストやダニのような通年性のアレルギーの場合は、薬などの対症療法よりも経済的にメリットが大きい。ただし、5年程度で再発することもある。しかしながら、その場合は一時的に吸入薬を利用し続け、医師の判断のもと断薬することが可能であり、根治に近い効果が得られる。

## 安全性
手術においては、全身麻酔下で行われ時間にして約２時間弱であり、2泊3日の短期入院を標榜する施設もあるが、7日～10日程度の入院の下、加療することが望ましい。手術後のリスクとしては、突然の鼻からの出血の可能性が多少なりともある。そのため、術後１カ月程度は飲酒や激しい運動を避けるなど十分注意を払わなくてはならない。一般的には、安全性の高い手術である。近年では下鼻甲介粘膜下で後鼻神経を処理する事により局所麻酔下で日帰りで行う施設もある。ただし、この術式含め鼻炎の手術治療は２重盲検試験が行えないため，国際的には有用性が認められていないのが現状である。Cochrane library のレビューでも，充分なエビデンスがなく評価不能と結論付けられている。また術後に鼻粘膜の機能が障害され後鼻漏や鼻の乾燥症状が持続するいわゆる“ empty nose” が生じることがあるため，適応を充分評価してからの施行が望まれる。特に後鼻神経切断術で一度切った神経は元に戻らない事もあり、合併症や後遺症が起こっても治療が行えない事が現状である。

## 費用
日本においては、入院費も含めて約20万円程度である。健康保険も適用されるため、高額療養費制度を利用すれば所得にもよるが、実際の支払額は10万円を下回ることが多い。また、保険会社の手術給付金が使えることもある。